# Queratina

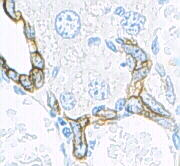
Filamento microscópico de queratina

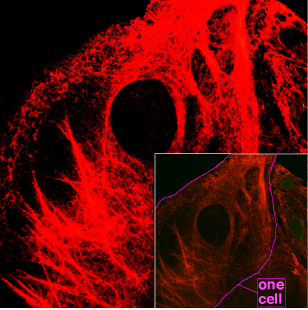
Filamentos de queratina - imagem de microscopia de fluorescência.

Queratina (do grego kéras que significa chifre) ou ceratina é uma proteína sintetizada por muitos animais para formar diversas estruturas do corpo.

## Estrutura
É uma proteína secundária, com forma tridimensional de α-hélice (α-queratina) ou de folhas-β-pregueadas (β-queratina), constituídas de cerca de 20 aminoácidos, principalmente de um aminoácido sulfurado denominado cisteína. Essas estruturas ocorrem porque os aminoácidos da queratina interagem entre si através de ligações de hidrogênio e ligações covalentes dissulfeto (-S-S-) denominadas ligações cisteínicas.
A queratina é uma proteína estrutural porque a sua estrutura tridimensional lhe confere características especiais: microfilamentos com resistência, elasticidade e impermeabilidade à água.
Mesmo mortas, as camadas de células queratinizadas detêm os micróbios e impedem a desidratação das células que estão logo abaixo. Isso ocorre porque a queratina é impermeável à água. Além disso, essas células mortas impedem que o atrito prejudique as células vivas, servindo-lhes de barreira. É formada de proteína impermeabilizante.

## Composição
A Queratina é composta por 20 Aminoácidos:
- Glicina;
- Alanina;
- Serina;
- Cisteína;
- Tirosina;
- Ácido Aspártico;
- Ácido Glutâmico;
- Arginina;
- Histidina;
- Asparagina;
- Glutamina;
- Prolina;
- Fenilalanina;
- Valina;
- Triptofano;
- Lisina;
- Leucina;
- Isoleucina;
- Metionina; e
- Treonina.

## Síntese
A queratina é sintetizada em células diferenciadas — queratinócitos — do tecido epitelial (pele) e invaginações da epiderme para a derme (como os cabelos e unhas) de animais terrestres. Nas aves, que apresentam origem evolucionária diferente, as células das penas sintetizam filamentos de queratina de estruturas moleculares diferentes denominadas β-queratina. É bidimensional de hélice A com folhas b-pregueadas (queratina B) ou a-pregueadas (queratina A) e é constituída de cerca de 15 aminoácidos, principalmente do aminoácido sulfurado denominado cisteína.

## Ocorrência
O objetivo das células queratinizadas é impermeabilizar e proteger o organismo das agressões do meio ambiente, como atrito, sol, chuvas e ventos. Por isso, são encontrados na epiderme e anexos de diversos animais terrestres e aquáticos:
- Aves: penas e bicos
- Mamíferos: pele, pelos (cabelo), unhas, garras, cascos e cornos (chifres). Nas Baleias está presente nas “barbas de baleia” (tiras flexíveis na boca que servem como aparelho filtrador)
- Moluscos: opérculo, estrutura anatômica do pé, que auxilia o animal na proteção, encerrando a concha como uma tampa.
- Porco-espinho: espinhos
- Répteis: escamas
- Peixes: lepidotríquias (os raios e espinhos das barbatanas)

Muitos produtos cosméticos como cremes, xampus e condicionadores possuem queratina na sua composição química.